# Русская литература (журнал)
«Ру́сская литерату́ра» — российский научный журнал, посвященный истории русской словесности на всех этапах её развития. Журнал включает статьи, а также разделы «Публикации и сообщения», «Обзоры и рецензии», «Хроника», «Заметки», «Полемика», «Из научного наследия» и др. На протяжении многих лет издание входит в ведущие российские и международные реферативные базы данных (Web of Science, Scopus, РИНЦ и др.), а также в список журналов, рекомендованных ВАК РФ. Издаётся в Санкт-Петербурге с января 1958 года.

## Главные редакторы
- член-корр. АН СССР В. Г. Базанов (1958—1967)
- д.фил.н. В. В. Тимофеева (1968—1988)
- член-корр. РАН Н. Н. Скатов (1988—2010)
- член-корр. РАН В. Е. Багно (с 2010)

## Редакционная коллегия
В состав редколлегии входят: акад. М. Л. Андреев, член-корр. РАН М. Н. Виролайнен, д.фил.н. Е. Г. Водолазкин, д.фил.н. В. В. Головин, д.фил.н. А. М. Грачёва, к.фил.н. И. Ф. Данилова (зам. главного редактора), член-корр. РАН Е. Е. Дмитриева, акад. Н. Н. Казанский, акад. А. В. Лавров, акад. А. М. Молдован, к.иск. А. Ф. Некрылова, акад. С. И. Николаев, Ph.D Г. В. Обатнин (Финляндия), д.фил.н. М. В. Отрадин, д.фил.н. А. А. Панченко, член-корр. РАН В. В. Полонский, член-корр. РАН А. Л. Топорков, д.фил.н. Т. С. Царькова.